# Patrick Tort
Pour les articles homonymes, voir Tort.
 (août 2020).
 (janvier 2019).
Patrick Tort, né le 5 février 1952 à Privas (Ardèche), est un linguiste, philosophe, historien des sciences et théoricien de la connaissance français. Il a notamment analysé la dimension anthropologique de l’œuvre de Darwin.
Il a publié et dirigé de nombreux ouvrages consacrés à Darwin dont le Dictionnaire du darwinisme et de l’évolution (lauréat de l’Académie des sciences) et a entrepris la traduction complète des Œuvres de Darwin en trente-cinq volumes aux Éditions Slatkine et Champion.

## Parcours et travaux

### Les années de formation
Issu du milieu ouvrier, Patrick Tort fait ses études primaires au collège Rémy-Belleau de Nogent-le-Rotrou, dans le Perche. Son père, agent des télécommunications, ayant fait le choix de poursuivre sa carrière au Maroc, le jeune garçon, à partir de 1961, achèvera ses études primaires à l’école André-Chénier de Rabat, et fera ensuite ses études secondaires au lycée Goureau, puis au lycée Descartes, où il se passionne pour l’analyse littéraire et devient l’élève du chef de chœur et compositeur Louis Péraudin, qui lui apprend le chant. De retour du Maroc en 1968, il retrouve Nogent-le-Rotrou et son ancien collège, devenu lycée. Après le baccalauréat, il entre en 1969 en classe préparatoire au lycée Louis-le-Grand de Paris, où il développe sa pratique de l’analyse textuelle auprès du linguiste guillaumien et hispaniste Henri Larose et du philosophe André Pessel. En 1971, il s’inscrit à la Sorbonne. Il réussit l'agrégation de lettres en même temps qu’il écrit sur Diderot et le XVIIIe siècle, assiste au séminaire de Michel Foucault au Collège de France, rencontre Jacques Derrida, fréquente son séminaire et participe au lancement de la revue Digraphe,. Il figure dans les annales de l’Agrégation (1974) pour avoir obtenu le premier 19 sur 20 de l’histoire du concours lors de l’épreuve de la Grande Leçon. C’est au cours de l’été 1974 qu’il rejoint sur la côte méditerranéenne l’écrivain Louis Aragon, avec lequel il demeurera lié, et avec qui il partagera ce qui lui reste d’intérêt pour la littérature.

### Enseignement et recherches
Après une année d’enseignement secondaire au lycée de Bondy (93), Patrick Tort soutient en 1975 une thèse de doctorat de IIIe cycle en littérature française consacrée à l’origine historique et textuelle du Paradoxe sur le comédien de Diderot. En même temps, il met en évidence, chez Diderot, les modalités de ce qu’il nommera « l’irruption du matérialisme en esthétique ». Il se destine donc à l'époque à une carrière universitaire consacrée aux Lumières. À la fin de l’année, devant répondre à ses obligations militaires, il s’envole pour la Côte d'Ivoire, où il enseigne la littérature à de futurs professeurs en formation à l’École normale supérieure d’Abidjan. Il y rencontre Paul Desalmand, avec lequel il réalise plusieurs ouvrages pédagogiques pour les éditions Hatier.
De retour à Paris en 1977, il est professeur chargé de cours d’agrégation en littérature comparée dans les Écoles normales supérieures de Cachan (ENSET) et de Saint-Cloud (1978-1979). En 1980, il obtient son doctorat d’État de philosophie et de linguistique en soutenant une thèse en trois volumes sur les théories de l’écriture et du langage du XVIIe siècle au XIXe siècle. Le premier volume est l’édition savante de l’Essai sur les hiéroglyphes des Égyptiens de William Warburton, parue deux ans avant sa soutenance et comportant une préface de Jacques Derrida. Cette étude, qui se poursuit avec La Constellation de Thot (hiéroglyphe et histoire), paru en 1981, se caractérise au sein de l’égyptologie pré-champollionienne par une attention particulière au rapport entre pouvoir politique et usage des représentations symboliques. Le troisième volume, consacré au linguiste allemand August Schleicher, étudie les rapports entre le darwinisme et la science du langage. C’est à cette époque également qu’il publie la première édition de son livre L’Ordre et les Monstres et qu’il se lie d’amitié avec le philosophe et sociologue Henri Lefebvre (1901-1991).

Marié en 1980, Patrick Tort repart pour la Côte d’Ivoire sur la sollicitation des autorités ivoiriennes afin d’y mettre sur pied un institut de formation à la recherche qu’il juge indispensable à l’autonomisation réelle des universités d’Afrique noire. Malgré les assurances qui lui ont été données, il ne trouve à son arrivée que la volonté de lui faire assumer la direction pédagogique de l’enseignement philosophique à l’École normale supérieure d’Abidjan. Il y crée néanmoins un séminaire d’histoire des sciences en même temps qu’il écrit La Pensée hiérarchique et l’Évolution, premier gros volume qu’il destine à l’illustration de sa méthode d’analyse des complexes discursifs. Sa conférence d’Abidjan sur Darwin et la morale est ainsi, en 1980, la première explication publique de son concept d’effet réversif de l’évolution : 

« La sélection naturelle, principe directeur de l’évolution impliquant l’élimination des moins aptes dans la lutte pour l’existence, sélectionne dans l’humanité une forme de vie sociale dont la marche vers la "civilisation" tend à exclure de plus en plus, à travers le jeu lié de la morale et des institutions, les comportements éliminatoires. En termes simplifiés, la sélection naturelle sélectionne la civilisation, qui s’oppose à la sélection naturelle. »

### Chercheur indépendant
De retour à Paris en 1982, Patrick Tort crée un séminaire d’analyse des complexes discursifs dans le cadre du tout nouveau Collège international de philosophie. De 1982 et 1984, il y traite de l’histoire de la classification. Il en tirera La Raison classificatoire. À partir de 1984, il entame une carrière de conférencier et d’auteur. En même temps, il s’attaque à ce qui lui paraît être une dénaturation triviale de la pensée de Darwin – les dérives vulgarisées de la sociobiologie américaine – et il montre sa source véritable dans l’évolutionnisme philosophique d’Herbert Spencer. Son livre Misère de la sociobiologie (1985) réunit plusieurs contributions critiques visant cette théorie, parmi lesquelles figurent celles d’un jeune anthropologue du nom de Georges Guille-Escuret, qui deviendra le spécialiste français du cannibalisme.

### LeDictionnaire du darwinisme
(août 2020).
Patrick Tort conçoit alors le projet d’une encyclopédie du darwinisme qui réunirait également toutes les connaissances issues de la biologie et des sciences humaines possédant un lien direct ou indirect avec la naissance et les développements du transformisme. Il en commence seul la réalisation en 1986, avant même d’avoir signé l’accord de publication avec les Presses universitaires de France. Ce travail réunit les spécialistes les plus renommés autour des concepts anciens et modernes des théories de l’évolution, et livre en même temps une histoire du « darwinisme » pays par pays et des notices individuelles sur les auteurs cités par Darwin. Il paraîtra en trois volumes (près de 5 000 pages) en 1996 et sera couronné du prix Henri de Parville de l’Académie des sciences peu de temps après sa présentation publique, le 12 janvier, au Muséum de Paris. Patrick Tort est personnellement l’auteur d’environ 2 250 notices au sein de cet ouvrage. Pendant cette période d’intense activité, il a en outre organisé deux congrès : « Darwinisme et société » (1991) et « Pour Darwin » (1997), le premier destiné à élargir l’analyse critique du « darwinisme social » dans le monde, l’autre à organiser l’explication de la théorie darwinienne et de son actualité scientifique face au retour du créationnisme et de ses nombreux avatars néo-providentialistes.

### L’Institut Charles Darwin International
Créé par Patrick Tort au mois de mars 1998 et installé depuis 2003 dans un village fortifié du Tarn, l’Institut Charles Darwin International s’est assigné pour tâche principale la restitution minutieuse de la pensée de Darwin sur la base d’un retour à l’œuvre intégrale du naturaliste anglais, avec le propos exprès de distinguer sa pensée scientifique (biologique et anthropologique) des interprétations idéologiques qui en ont constamment altéré la transmission.
l’Institut s’inscrit dans le droit fil du Dictionnaire du darwinisme et de l’évolution paru sous la direction de Patrick Tort au mois de janvier 1996 et couronné par l’Académie des sciences, puis des Congrès internationaux Darwinisme et Société (1991) et Pour Darwin (1997), également organisés à son initiative.

### La question de l’émergence
Au cours de la réalisation du Dictionnaire, Patrick Tort a fait connaissance avec le biochimiste espagnol Faustino Cordón (1909-1999) ainsi qu’avec ses deux principaux collaborateurs biologistes, sa fille, Teresa Cordón, et Chomin Cunchillos. La théorie des « unités de niveau d’intégration » du vivant développée par Cordón, son identification du rôle biologique et évolutif fondamental des protéines globulaires, son travail sur l’évolution du métabolisme cellulaire déterminent Patrick Tort, au terme de plusieurs années de discussions, à tenter d’expliquer, en collaboration avec Chomin Cunchillos, les points majeurs d’une théorie du vivant qui s’attaque directement à l’un des principaux points aveugles de la biologie contemporaine : la question de l’émergence.
Cordón participe ainsi au premier congrès international (1991), mais c’est durant le second que des aspects fondamentaux de sa théorie sont exposés. Au cours de ce congrès de 1997, Patrick Tort provoque la rencontre de Chomin Cunchillos et de Guillaume Lecointre, du Muséum national d'histoire naturelle. Il en résultera quelques années plus tard une validation par l’analyse cladistique des thèses de Cordón, mort en 1999. Parallèlement, Cunchillos prépare avec Tort une explication biochimique et épistémologique de la « théorie des niveaux », qui donnera naissance à l’ouvrage Les Voies de l’émergence (Belin).
Soucieux en même temps de ce qu’il nomme le « partage étendu des connaissances scientifiques », Patrick Tort produit en l’an 2000 l’« Exposition Darwin », qui sera un support utilisé pour l’initiation du public à une connaissance exacte de la pensée et de l’œuvre scientifiques de Darwin. C’est à partir d’elle que sera réalisée en 2009 l’exposition « Dans les pas de Charles Darwin », organisée par la Ville de Paris et l’ICDI au parc de Bagatelle, et dont il sera le commissaire scientifique. C’est en l’an 2000 également que, dans le salon présidentiel du Sénat, il reçoit le prix Philip-Morris d’histoire des sciences, décerné pour la première fois dans cette discipline, pour ses travaux sur le darwinisme et pour l’ensemble de son œuvre.

### Distinction
- 2012 : Officier des Arts et des Lettres[15]

## Idées: l’analyse des complexes discursifs
Patrick Tort a placé au centre de sa réflexion les interactions entre les champs de connaissance ainsi que les rapports entre science, croyance et pouvoir à différents moments de l’histoire des sociétés. L’un de ses objectifs premiers est de découvrir les forces qui agissent par exemple au cours de l’affranchissement d’une « science » (ou de ce qui va devenir une science) par rapport à l’emprise antérieure de la métaphysique et de la théologie.
C’est ainsi qu’il a tenté de montrer dès 1980, à partir de la préhistoire de la tératologie (science des monstres), que dans un contexte de forte domination de l’autorité des dogmes religieux, aucune volonté de connaissance objective ne se libère de l’emprise théologico-métaphysique sans une « négociation » particulière qui prend d’abord la forme d’une soumission apparente à la croyance dominante, tout en visant en fait à l’exclure du champ de l’investigation des causes : les monstres étant des créatures imparfaites et le plus souvent non viables, Dieu ne peut être leur cause directe, car il ne saurait, dans sa perfection, avoir créé des organismes manifestant un plan de vie condamné à l’échec (argument de Louis Lémery au XVIIIe siècle pour fonder une science purement mécanique des monstruosités anatomiques). De même, Darwin, dans De l'origine des espèces, insiste constamment sur l’imperfection des adaptations, ou sur l’inutilité, voire la nocivité des organes rudimentaires, ou encore sur la terrible cruauté qui règle les rapports entre les animaux dans la nature, pour démontrer qu’un Dieu bienveillant et parfait ne saurait en être responsable. Ce faisant, Darwin libère l’accès à la recherche des « causes secondaires », c’est-à-dire ouvre la voie à une connaissance exclusivement immanente, affranchie du « contrat de parole » qui régissait les rapports habituels entre l’histoire naturelle et la religion. Pour Patrick Tort, le matérialisme, caractérisé comme « condition méthodologique de la science », repose ainsi sur une « ontologie de l’imparfait », qu’il dévoile et qu’il impose.

Une part importante du travail de Patrick Tort a été et demeure l’étude du mode de comportement de l’idéologie dans son rapport avec ce qui et avec ce que construit la science. Il est plus proche à cet égard de Georges Canguilhem – tout en rejetant l’expression selon lui inacceptable de « philosophie des sciences » – que de Michel Foucault, dont il apprécie par ailleurs le talent. Cependant il critique, dans l'œuvre de Foucault, les concepts descriptifs (notamment celui de « formation » ou de « configuration » discursive) qui évoquent selon lui des ensembles clos ou au moins délimitables, ne rendant pas compte de la dynamique réelle des phénomènes de discours, dont le propre est de s’articuler autour d’enjeux qui eux-mêmes se déplacent : 

« Un nouveau découpage du savoir ou de la périodisation n’est pas plus une révolution théorique que ne l’est le fait de changer sur un objet l’angle d’incidence du regard en faisant, simplement, un pas de côté. L’unité d’un corpus de discours n’est jamais absolument close, ni absolument délimitable, car ce qui en règle l’apparition et la disparition n’est pas de l’ordre du commencement absolu et de l’extinction définitive, mais de l’ordre de la résurgence opportune et de la mise en sommeil plus ou moins prolongée. »

Pour Patrick Tort, l’un des objets de l’analyse des complexes discursifs est d’étudier, dans une relation toujours vigilante avec les situations historiques, les rapports qui se nouent entre l’historicité de la science, créatrice de nouveauté, et la transhistoricité réitérative[Quoi ?] de l’idéologie, dont le mode d’être discursif fondamental[incompréhensible] n’est pas l’invention, mais le remaniement.

## Critique des thèses de Patrick Tort
Cette section est promotionnelle ou publicitaire (mars 2025). Considérez son contenu avec précaution et/ou discutez-en.
André Pichot s'inscrit en faux, dans le journal le Monde, contre les thèses de Patrick Tort :

« En démêlant, avec grande érudition, l'écheveau des théories et des idées qui ont irrigué le « néodarwinisme », André Pichot renvoie Darwin à un rôle quasiment accessoire. D'abord, il rappelle que la notion d'évolution n'est pas à mettre à son crédit, mais plutôt à celui de Jean-Baptiste de Lamarck (1744-1829). Et, en définitive, que « le darwinisme de 1859 ne consistait guère qu'en la sélection naturelle ». Rien de plus qu'une seule idée, donc. Loin d'être scientifique, estime-t-il, le succès de Darwin fut « surtout idéologique : la seconde moitié du XIXe siècle voit le triomphe du libéralisme économique et Darwin apporte à celui-ci un argument de poids en lui donnant un fondement naturel ». » »

Selon Philippe Solal :

« Pour comprendre la portée de l’analyse de l’auteur il faut la restituer dans le contexte polémique dans lequel elle prend sens et où elle s’inscrit. Au même moment où Patrick Tort faisait paraître son essai, l’historien des sciences André Pichot publiait un ouvrage nettement moins bienveillant, intitulé Aux origines des théories raciales, de la Bible à Darwin, qui lui-même faisait suite à une précédente étude La Société pure, de Darwin à Hitler (Flammarion, 2000), dans laquelle André Pichot allait même jusqu'à mêler les noms du savant britannique et de l’ordonnateur de la solution finale, suggérant ainsi une continuité entre l’énoncé des lois de la sélection naturelle et la destruction des juifs d'Europe
. »

Pour Patrick Tort, seul un « aveuglement idéologique », joint à une « méconnaissance complète de l’anthropologie darwinienne », peut conduire à de telles conclusions. Darwin s’est engagé publiquement contre l’esclavage et le racisme dans ses écrits publics et privés, ainsi que dans le cadre de l’Ethnological Society of London. Dans La Filiation de l’Homme (1871), il écrit :

« À mesure que l’homme avance en civilisation, et que les petites tribus se réunissent en communautés plus larges, la plus simple raison devrait aviser chaque individu qu’il doit étendre ses instincts sociaux et ses sympathies à tous les membres d’une même nation, même s’ils lui soient personnellement inconnus. Une fois ce point atteint, il n’y a plus qu’une barrière artificielle pour empêcher ses sympathies de s’étendre aux hommes de toutes les nations et de toutes les races. Il est vrai que si ces hommes sont séparés de lui par de grandes différences d’apparence extérieure ou d’habitudes, l’expérience malheureusement nous montre combien le temps est long avant que nous les regardions comme nos semblables. »

Par ailleurs, il n’y a pas plus de sens à prétendre qu’une science engendre le racisme, voire le nazisme (Pichot), qu’à proclamer qu’elle l’exclut (Ruffié) :

« La seule question pertinente est celle qui interroge le jeu de forces socio-économico-politiques et idéologiques dont la résultante a été, historiquement, le national-socialisme comme fait complexe, multiplement déterminé et relais de « philosophies » sociales qui toutes ont puisé dans les sciences une référence fondatrice dont on peut dans la plupart des cas démontrer (grâce au pôle d’objectivité que constitue chacune de ces sciences) qu’elle est, effectivement, fausse ou dévoyée. Répétons-le ici, quitte à insister sur ce qui devrait être depuis longtemps une évidence largement admise : aucune science n’a engendré le nazisme. L’idéologie national-socialiste s’est constituée, sous l’action de forces historiques parfaitement déterminées et identifiées, en prenant appui sur une “philosophie” qui, elle, manipulait des contenus de savoir scientifiques – ce qui est loin d’être la même chose. Dans cette mesure, il est justifié de dire qu’aucune « confiance » spéciale n’est due aux philosophes. Et qu’aucune science ne peut être tenue pour responsable du discours qui la dévoie. »

## Publications

### Ouvrages (liste non exhaustive)
- Warburton, Essai sur les hiéroglyphes des Égyptiens. Édition savante, précédée de « Transfigurations : archéologie du symbolique », par P. Tort, Paris, Aubier, 1978, 408 p. Préface de Jacques Derrida.
- Physique de l’État (examen du Corps politique de Hobbes), Paris, Vrin, 1979, 72 p.
- Sciences humaines et philosophie en Afrique (avec P. Désalmand), Paris, Hatier, 1979, 399 p. (épuisé. Disponible à l’ICDI).
- L’Origine du Paradoxe sur le comédien. La partition intérieure, Paris, Vrin, 1980, 76 p.
- Évolutionnisme et linguistique, Paris, Vrin, 1980, 121 p.
- Maupertuis, Vénus physique. Lettre sur le progrès des sciences, précédé de « L’ordre du corps », par P. Tort, Paris, Aubier, 1980, 171 p.
- La Constellation de Thot (hiéroglyphe et histoire), Paris, Aubier, 1981, 156 p.
- A. et A. Schott, Contes roumains, traduits de l’allemand par D. Modigliani, et précédés de « La patience du désir. Programme d’une autre analyse des contes », par P. Tort, Paris, Maisonneuve et Larose, 1982, 324 p.
- La Querelle des analogues (Cuvier / Geoffroy Saint-Hilaire), Plan de la Tour, Éditions d’Aujourd’hui, 1983, 301 p. (épuisé).
- La Pensée hiérarchique et l’évolution, Paris, Aubier, 1983, 556 p.
- Être marxiste aujourd’hui, précédé de « Lukács 1955 », par Henri Lefebvre, Paris, Aubier, 1986, 156 p.
- Herbert Spencer, Autobiographie (naissance de l’évolutionnisme libéral), précédé de « Spencer et le système des sciences », Paris, PUF, 1987, 550 p. (épuisé).
- Marx et le problème de l’idéologie, Paris, PUF, 1988, 147 p. (épuisé). Nouvelle édition, L’Harmattan, 2006. Postface de Bernadette Menu.
- La Raison classificatoire, Paris, Aubier, 1989, 572 p.
- L’Homme, cet inconnu ? Alexis Carrel, Jean-Marie Le Pen et les chambres à gaz, Paris, Syllepse, 1992, 56 p. (avec L. Bonnafé).
- L’Animal écran (avec P. Lacoste et J.-A. Fieschi), Paris, Éditions du Centre Georges Pompidou, 1996, 96 p.
- Spencer et l’évolutionnisme philosophique, Paris, PUF, coll. « Que sais-je ? », novembre 1996, 128 p. Épuisé. Disponible sur demande à l’ICDI.
- Darwin et le darwinisme, Paris, PUF, collection « Quadrige » no 239, 1997, 128 p.
- L’Ordre et les monstres (Le débat sur l’origine des déviations anatomiques au XVIIIe siècle), Paris, Syllepse, 1998, 250 p. (2e édition).
- Darwin e il darwinismo, Rome, Editori riuniti, 1998, 142 p.
- Charles Darwin, La Filiation de l’Homme et la sélection liée au sexe, Paris, ICDI/Syllepse, 1999, 826 p. (direction scientifique de la traduction). Précédé de P. Tort, « L’anthropologie inattendue de Charles Darwin ». Réédition chez Slatkine en 2012, puis chez Champion en 2013.
- Darwin et la science de l’évolution, Gallimard, coll. « Découvertes Gallimard / Sciences et techniques » (no 397), 2000, 160 p.
  - Charles Darwin, The Scholar who changed Human History, coll. « New Horizons », Londres, Thames & Hudson, 2001, 160 p.
  - Darwin and the Science of Evolution, coll. « Abrams Discoveries », New York, Abrams, 2001, 160 p.
  - Darwin e a ciência da evolução, coll. « Descobertas », Rio de Janeiro, Objetiva, 2004, 160 p.
- Para leer a Darwin, Madrid, Alianza, 2001, 128 p.
- L'antropologia di Darwin, Rome, Il Manifesto, 2001, 176 p.
- Charles Darwin, La Formation de la terre végétale par l’action des vers de terre, avec des réflexions sur leurs habitudes, Paris, ICDI/Syllepse, 2001, 300 p. (direction scientifique de la traduction). Précédé de P. Tort, « Un regard vers la terre ».
- Fabre. Le miroir aux insectes, Paris, Vuibert / Adapt, 2002, 352 p.
- La Seconde Révolution darwinienne (Biologie évolutive et théorie de la civilisation), Paris, Kimé, 2002, 140 p.
- Darwin et la philosophie, Paris, Kimé, 2004, 78 p.
- Darwin et le darwinisme, Paris, PUF, coll. « Que sais-je ? » no 3738, 2005, 128 p.
- Charles Darwin, Esquisse au crayon de ma théorie des espèces (Essai de 1842), Genève, éditions Slatkine, 2007, 160 p. (direction scientifique de la traduction). Précédé de P. Tort, « Un manuscrit oublié ». Premier volume paru (tome 10) aux éditions Slatkine de l’intégrale des Œuvres de Darwin.
- Charles Darwin, La Variation des animaux et des plantes à l'état domestique, Genève, éditions Slatkine, 2008, 956 p. (direction scientifique de la traduction). Précédé de P. Tort, « L'épistémologie implicite de Charles Darwin ». Deuxième volume paru (tomes 21-22) aux éditions Slatkine de l’intégrale des Œuvres de Darwin. Réédition Champion, 2015.
- L'Effet Darwin. Sélection naturelle et naissance de la civilisation, Paris, Seuil, « Science ouverte », 2008, 234 p. Réédition Points-Sciences, 2017.
- Darwin n'est pas celui qu'on croit, Paris, Le Cavalier bleu, 2010, 192 p.
- Charles Darwin, L'Origine des espèces par le moyen de la sélection naturelle, Genève, éditions Slatkine, 2009, 694 p. (direction scientifique de la traduction). Troisième volume paru (tome 17) aux éditions Slatkine de l’intégrale des Œuvres de Darwin. Et Paris, éditions Honoré Champion, 2009, 918 p. pour l'édition de poche.
- Darwin et la Religion (La conversion matérialiste), Paris, Ellipses, 2011, 552 p.
- Charles Darwin, Journal de bord [Diary] du voyage du Beagle [1831-1836], Genève, éditions Slatkine, 2011, 623 p. (direction scientifique de la traduction). Première traduction française. Précédé de P. Tort, avec la collaboration de Claude Rouquette, « Un voilier nommé Désir ». Quatrième volume paru (tome 1) aux éditions Slatkine de l’intégrale des Œuvres de Darwin. Et Paris, éditions Honoré Champion, 2012, 832 p. pour l'édition de poche.
- Darwinisme et marxisme, Paris, Les éditions arkhê, 2011, 552 p.
- Charles Darwin, La Filiation de l’Homme et la sélection liée au sexe, Genève, éditions Slatkine, 2012, 820 p. (direction scientifique de la traduction). Précédé de P. Tort, « L’anthropologie inattendue de Charles Darwin ». Cinquième volume paru (tomes 23-24) aux éditions Slatkine de l’intégrale des Œuvres de Darwin. Et Paris, éditions Honoré Champion, 2013, 1100 p. pour l'édition de poche.
- Charles Darwin, Zoologie du voyage du H.M.S. Beagle. Première partie : Mammifères fossiles, Genève, éditions Slatkine, 2013, 235 p. (direction scientifique de la traduction). Précédé de P. Tort, « L’ordre des successions ». Sixième volume paru (tome IV, 1) aux éditions Slatkine de l’intégrale des Œuvres de Darwin.
- Charles Darwin, Zoologie du voyage du H.M.S. Beagle. Deuxième partie : Mammifères, trad. Roger Raynal sous la direction de P. Tort, coord. par M. Prum. Précédé de P. Tort, « L’ordre des coexistences ». Vol. IV, 2 des Œuvres complètes de Darwin. Travaux de l’Institut Charles Darwin International, Genève, Slatkine, 2014, 200 p.
- Sexe, Race & Culture (conversations avec Régis Meyran), Paris, Textuel, 2014, 112 p.
- Charles Darwin, La Variation des animaux et des plantes à l’état domestique, trad. sous la direction de P. Tort, coord. par M. Prum. Précédé de P. Tort, « L’épistémologie implicite de Charles Darwin ». Paris, Champion Classiques, 2015, 1316 p.
- Charles Darwin, Zoologie du voyage du H.M.S. Beagle. Troisième partie : Oiseaux, trad. Roger Raynal sous la direction de P. Tort, coord. par M. Prum. Précédé de P. Tort, « L’ordre des migrations ». Vol. V des œuvres complètes de Darwin. Travaux de l’Institut Charles Darwin International, Genève, Slatkine, 2015, 352 p.
- Qu'est-ce que le matérialisme ? : Introduction à l'analyse des complexes discursifs, Paris, Belin, 2016, 990 p. (ISBN 978-2-4100-0047-4).
- Théorie du sacrifice. Sélection sexuelle et naissance de la morale, Paris, Belin, 2017, 230 p.
- Charles Darwin, Zoologie du voyage du H.M.S. Beagle. Quatrième partie : Poissons, trad. Roger Raynal sous la direction de P. Tort, coord. par M. Prum. Précédé de P. Tort, « Négocier avec la Providence ». Vol. VI, 1 des Œuvres complètes de Darwin. Travaux de l’Institut Charles Darwin International, Genève, Slatkine, 2018.
- L'intelligence des limites. Essai sur le concept d'hypertélie, Paris, Gruppen, 2019, 206 p.
- Capitalisme ou Civilisation ? Paris, Gruppen, 2020.
- Charles Darwin, L’Expression des émotions chez l’homme et les animaux, traduction et édition réalisées par P. Tort, précédé de P. Tort, « L’origine de la sympathie », Paris, Champion Classiques, 2021.
- Du totalitarisme en Amérique, Comment les États-Unis ont instruit le nazisme, éditions Érès, 2022, 280 p.

### Principaux ouvrages dirigés
- Misère de la sociobiologie (dir.), Paris, PUF, 1985, 191 p.
- Darwinisme et société (dir.), Paris, PUF, 1992, 700 p.
- Dictionnaire du darwinisme et de l’évolution (dir.), Paris, PUF, 1996, 3 vol., 5000 p. Ouvrage couronné par l’Académie des Sciences.
- Pour Darwin (dir.), Paris, PUF, 1997, 1100 p.
- Le Monde de Darwin, Paris, Universcience/Éditions de La Martinière, 2015.
- Œuvres complètes de Darwin. Travaux de l’Institut Charles Darwin International, Genève, Slatkine (35 volumes, en cours) et Champion, Paris.

### Revues
- « Darwin et sa légende », entrevue dans la revue Gruppen, no 8, Gruppen Éditions, 2014.

### Filmographie
- 2003 : Darwin et la science de l’évolution, de Valérie Winckler, film coproduit par TransEuropeFilm et Arte, d’après le livre de même titre que Patrick Tort a fait paraître en 2000.